# 新庙乡 (南充市)
新庙乡，是中华人民共和国四川省南充市嘉陵区曾经下辖的一个乡。2019年10月，撤销天星乡和新庙乡，将其所属行政区域划归大通镇管辖。

## 行政区划
新庙乡撤销前下辖以下地区：
粉笔山村、高顶寺村、大碑山村、油村坝村、麻感坝村、合兴嘴村、新庙村、红土地村和桥上村。